# Bruno Coli
Bruno Coli (Genova, 31 gennaio 1957) è un compositore italiano.
La sua attività è particolarmente dedicata alla composizione di musica per il teatro.

## Biografia
Ha studiato a Genova con Mauro Balma, negli anni settanta, interessandosi soprattutto alla musica contemporanea. Nello stesso periodo ha iniziato a comporre musiche di scena. Per questo particolare lavoro gli saranno utilissime le esperienze fatte al fianco del compositore milanese Gino Negri, come allievo e assistente in numerose occasioni.
Nell'arco di vent'anni ha collaborato con numerosissime compagnie di prosa, scrivendo le musiche di scena per spettacoli di Lina Volonghi, Turi Ferro, Valeria Moriconi, Giorgio Albertazzi, Anna Proclemer, Claudia Koll, Marco Columbro, Massimo Dapporto.
Dagli anni novanta si è dedicato sempre di più al teatro musicale, componendo un'opera su testo di Edgar Allan Poe: The Tell-Tale Heart (Rovigo, 2004) e rimusicando, ultimo di una serie di compositori iniziata nel 1724, la Didone Abbandonata di Pietro Metastasio.  
Altre opere liriche: 
- Oz on The Road - libretto di Fabrizio Gambineri (Teatro Carlo Felice, Genova 2012)
- The Angel of The Odd - testo integrale di Edgar Allan Poe (Teatr Wielki, Poznań 2014)

È autore del musical per ragazzi Esopo Opera Rock (Teatro della Tosse, Genova 1998) 
Altri musical: 
- Mitico! - libretto di Fabrizio Gambineri (Genova 2009)
- Giulietta e Romeo - libretto di Massimo Smith